# Artois (California)
Artois es un lugar designado por el censo ubicado en el condado de Glenn en el estado estadounidense de California. En el año 2010 tenía una población de 295 habitantes.

## Geografía
Artois se encuentra ubicado en las coordenadas 39°37′8″N 122°11′39″O / 39.61889, -122.19417.